# Canal Defence Light
Il Canal Defence Light, abbreviato nella forma CDL, è stato un particolare tipo di carro armato pensato e progettato dal Regno Unito nel corso degli anni trenta sulla base di propri mezzi corazzati ed entrato in servizio all'inizio della seconda guerra mondiale, ammantato dalla più grande segretezza. Si trattava in sostanza di un Mk II Matilda dotato di una speciale torretta che ospitava una potente lampada ad arco, da impiegarsi in operazioni militari notturne per individuare le posizioni nemiche, accecare e disorientare le truppe avversarie e infine agevolare lo sfruttamento di un'eventuale rotta. Dalla fine del 1942 anche gli Stati Uniti d'America furono messi al corrente del progetto e produssero la loro versione di Canal Defence Light su scafo M3 Lee/Grant: questo mezzo, fornito in quasi 500 esemplari, soppiantò anche i Matilda nei reparti britannici.
Il Regno Unito organizzò due brigate da tre reggimenti equipaggiate con i carri armati-proiettore e gli Stati Uniti due gruppi corazzati, per complessivi sei battaglioni. Tuttavia la pesante cortina di sicurezza attorno ai CDL (considerati armi segrete) impedì normali esercitazioni combinate con fanteria e unità corazzate convenzionali, sì da ostacolare l'utilizzo dei veicoli nel ruolo inizialmente pensato. Alla fine meno di sessanta esemplari furono schierati nelle località ove gli Alleati passarono il Reno nel 1945, segnatamente Remagen; piani per schierarli a Okinawa o in Corea nel 1950-1951 non furono mai messi in pratica. Macchine utili ma costose, i CDL furono rimossi dal servizio alla conclusione della seconda guerra mondiale e demoliti. Oggi sopravvivono solo due carri, un modello Matilda e uno M3 Grant.

## Storia

### Sviluppo
L'idea di sfruttare la potenza luminosa dei proiettori navali durante scontri terrestri notturni fu avanzata nel 1915 dal capitano di fregata Oscar de Thoren della Royal Navy, suggerendo di montare gli apparecchi su automobili da piazzare a poca distanza dal fronte d'attacco. Dopo la conclusione della prima guerra mondiale de Thoren modificò la proposta inviata al War Office: si disse pronto a finanziare personalmente la costruzione di un "carro armato-proiettore". Qualche esperimento in tal senso era già stato condotto, ma nel 1922 le alte sfere militari bloccarono ogni sviluppo. Nel 1933 de Thoren, convinto dell'utilità della sua idea, formò il cosiddetto "de Thoren Syndicate", che riuniva oltre a lui stesso anche il maggior generale John F.C. Fuller in qualità di consigliere tattico, il Duca di Westminster (che fornì il denaro necessario) e Marcel Mitzakis, un ingegnere greco naturalizzato. Il gruppo fu capace di progettare e costruire un proiettore corazzato che, tuttavia, non destò l'interesse del British Army al punto tale che ebbero il permesso di vendere il sistema ai francesi. Mitzakis funse da intermediario con l'Armée de terre e le prove avvennero in Francia nel dicembre 1934, ma gli ufficiali presenti rimasero delusi sia dalla vulnerabilità della struttura corazzata, sia dalla modesta luminosità delle lampade adoperate. Nel 1936 si ripeterono i collaudi con, presumibilmente, un nuovo modello di proiettore protetto che riscosse un giudizio più positivo.
Nel frattempo le ripetute richieste, avanzate dal de Thoren Syndicate allo stato maggiore imperiale, per poter fare almeno una dimostrazione, era state tutte seccamente rifiutate. Nel gennaio 1937 Fuller scrisse al maresciallo di campo Cyril Deverell, da poco subentrato alla carica di capo di stato maggiore imperiale, e questa volta fu accordato il permesso di procedere. Tre apparecchi furono oggetto di numerose prove nel gennaio-febbraio 1937 e, nuovamente, tra il giugno di quell'anno e il gennaio 1938. Appena conclusi i collaudi, il War Office diramò disposizioni alla Vickers-Armstrongs di produrre (in collaborazione con i membri del Syndicate) un'apposita torretta corazzata per ospitarvi la lampada e l'addetto. La torre-faro doveva essere adattata allo scafo di uno tra i più recenti carri armati della Vickers, vale a dire il Cruiser Mk I, il Cruiser Mk II e il Mk III Valentine: le prime consegne furono previste per il giugno 1939. La prima torretta di nuovo modello fu ordinata, in realtà, solo nel settembre 1939 e l'intero progetto accumulò alcuni mesi di ritardo dopo che il War Office aveva imposto il più spazioso scafo del Mk II Matilda. Nel giugno 1940, a Lulworth, si svolse una serie di prove finali alla cui conclusione il carro-proiettore fu accettato. Il veicolo, cui fu riconosciuta subito alta priorità, fu designato "Canal Defence Light" (abbreviato in CDL) come misura di depistaggio, volendo far credere che si trattasse di un espediente per illuminare le vie fluviali britanniche in caso di invasione tedesca e non di un'arma campale, capace di appoggiare un assalto di fanteria e di accecare le truppe avversarie. Un'altra fonte dichiara, al contrario, che la denominazione Canal Defence Light risaliva al 1939 e indicava apparati di illuminazione per la difesa notturna del Canale di Suez.
Nell'ottobre 1942 un CDL fu mostrato e collaudato dinanzi ad alti ufficiali dell'United States Army, tra i quali figuravano i generali Dwight Eisenhower e Mark Clark: gli statunitensi furono colpiti dall'idea e decisero di produrre la loro versione di veicolo CDL. Anche in questo caso furono adottati nomi fittizi per tenere segreto il nuovo carro, dal quale ci si aspettavano grandi risultati. Il programma di sviluppo e produzione fu indicato come Leaflet, il veicolo in sé come T10 Shop Tractor e il programma di addestramento Cassock Project. Lo storico militare Steven Zaloga fornisce una diversa assegnazione di tali pseudonimi: il Cassock Project era la pianificazione completa su progetto, produzione e utilizzo del CDL, mentre Leaflet doveva essere il nominativo nel corso dell'impiego operativo. Quest'ultima dizione, comunque, fu in seguito eliminata per non creare confusione. I militari statunitensi preferirono al Matilda il loro carro armato medio M3 Lee/Grant quale piattaforma per montarvi la torretta-proiettore; la lampada avrebbe rimpiazzato il cannone M5 o M6 da 37 mm, lasciando disponibile l'armamento principale in casamatta, ovvero un cannone M2 da 75 mm.

### Produzione
I dati sulla produzione non sono del tutto certi. Una fonte indica che, nello stesso giugno 1940, il War Office piazzò un ordine per 250 torrette CDL presso aziende statunitensi, poi elevato a 300 esemplari nel giugno 1941: furono coinvolte le ditte Vulcan Foundry's Locomotive Work di Newton-le Willows e Southern Railway Workshop di Ashford (Kent). Una seconda fonte, invece, afferma che furono richiesti 300 pezzi sin da subito, senza specificare però quali fabbriche si occuparono dell'assemblamento. Il Ministero Rifornimenti britannico (Ministry of Supply, creato per un ottimale impiego bellico delle risorse nazionali) mise a disposizione i Matilda necessari nella versione Mk IIA, più un piccolo gruppo di Mk IV Churchill, per il processo di conversione. Gli apparati di illuminazione, comunque, furono progettati in modo tale da poter essere rapidamente rimpiazzati da torrette armate in maniera tradizionale, rendendo reversibile la trasformazione in carri armati CDL. La produzione doveva bastare a riempire l'organico di una brigata corazzata.
Negli Stati Uniti la produzione fu dispersa tra varie aziende allo scopo di ridurre al minimo eventuali fughe di notizie: la conversione preliminare dei carri (quasi tutti su scafo M3A1, ottenuto mediante colata in stampi) era effettuata dalla American Locomotive Company; le torrette furono prodotte dalla Pressed Steel Car Company in veste fasulla di torrette per la difesa costiera; le lampade ad arco furono fornite dall'United States Army Corps of Engineers. L'assemblaggio finale avveniva infine presso l'arsenale di Rock Island. Per la fine del 1944 erano stati fabbricati 497 esemplari, abbastanza per equipaggiare due brigate britanniche e due gruppi corazzati americani. Zaloga riporta, al contrario, che la fabbricazione si estese dal giugno 1943 ai primi mesi del 1944.

### Impiego operativo

#### Criteri d'utilizzo e segretezza

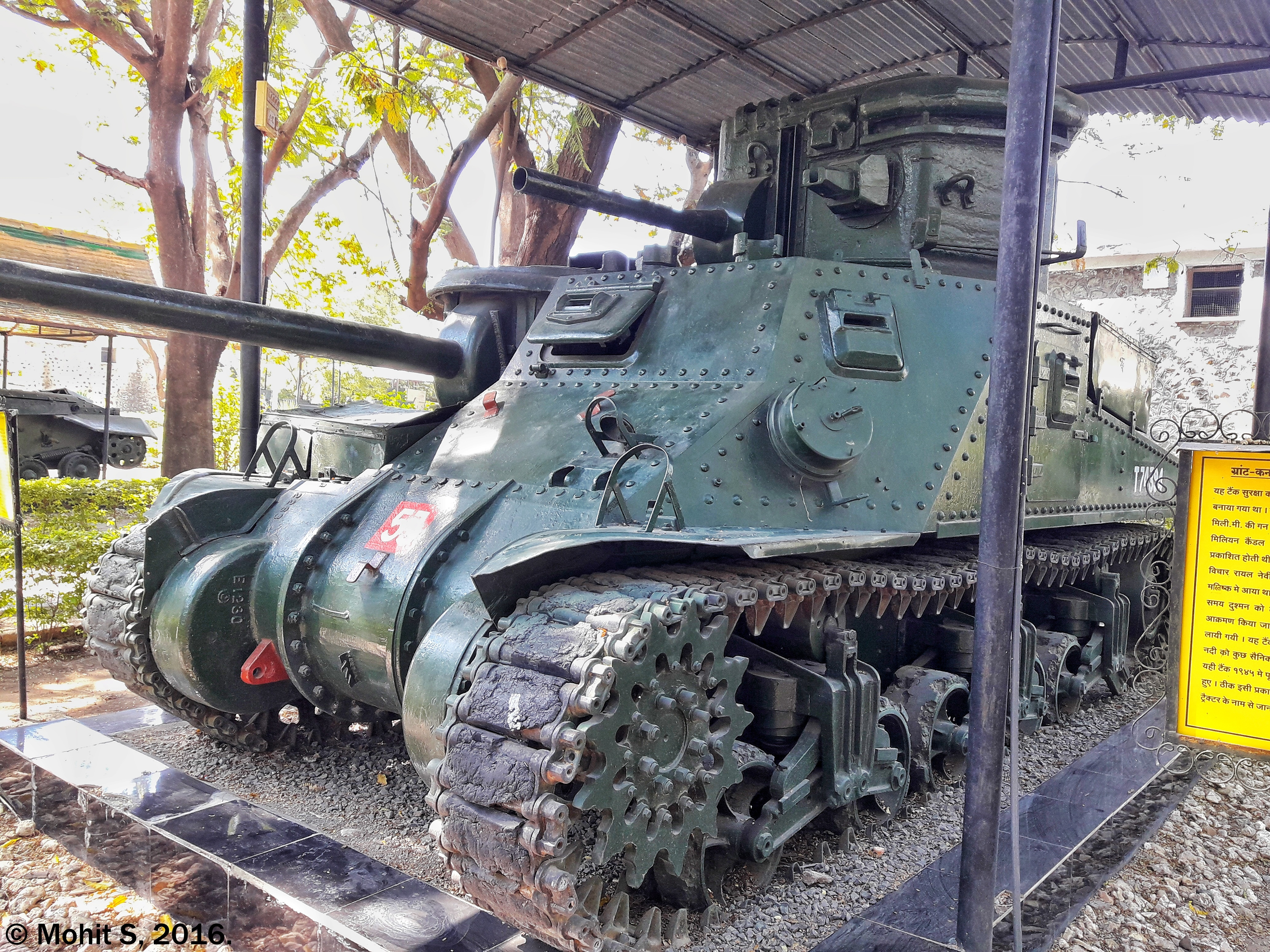
L'unico esemplare di M3 Lee CDL ancora esistente, esposto ad Ahmednagar, in India

La dottrina d'impiego per i carri CDL era differente per il British Army e l'United States Army. I britannici previdero una brigata articolata in tre reggimenti da tre squadroni cadauno, ognuno dei quali a sua volta comprendeva tre troop (corrispondente al plotone). Essa era considerata l'unità base e ciascun troop contava sei CDL più due carri armati convenzionali; altri tre carri normali erano inoltre assegnati ai quartier generali degli squadroni e quattro ai quartier generali reggimentali. Ogni reggimento aveva dunque una forza di cinquantaquattro CDL e trentuno blindati armati di cannone; la brigata riuniva 162 CDL e 93 carri normali. L'US Army, invece, studiò una serie di "battaglioni carri medi speciali" ciascuno dei quali era formato da una compagnia comando, una compagnia servizi e tre compagnie carri medi: ognuna di queste era suddivisa in tre plotoni da sei CDL più un carro convenzionale. Altri blindati normali si trovavano in tutte le compagnie comando (due) e al quartier generale di battaglione (tre). Perciò il battaglione statunitense poteva contare su cinquantaquattro CDL e diciotto corazzati standard. La dottrina statunitense considerava la compagnia l'unità base e prescriveva di adoperare i CDL di notte, su terreni pianeggianti e in assenza di nebbia/fumo; si suggeriva di illuminare mediante sovrapposizione dei fasci di luce per generare ampi "triangoli" di oscurità, ove sarebbero passate le forze amiche, e facendo ruotare il compito tra i plotoni. Le formazioni impiegabili erano quelle in linea, a quadrato, a cuneo, ma era raccomandato di evitare manovre inutilmente complesse.
Tutte le unità di questo tipo, quando arrivarono sul continente europeo nell'estate-autunno 1944, erano dotate di CDL su telaio M3: Matilda e Churchill, infatti, furono usati solo negli addestramenti e per fare pratica; inoltre la produzione di Matilda, al 1943, stava rapidamente calando e quindi considerazioni logistiche avevano imposto di cambiare telaio. Nel dettaglio, i britannici adoperarono CDL su scafo degli M3 "Lee", vale a dire la prima versione del carro statunitense con parti rivettate, mentre gli americani si affidarono alla M3A1. Per l'epoca, una fonte fissa a 110 i Grant CDL in inventario all'Esercito britannico e a 497 quelli in forza agli Stati Uniti. Il sistema CDL fu ritenuto sin da subito una vera e propria arma segreta dagli alti comandi alleati che, pertanto, ammantarono il progetto con una cortina di sicurezza: si pensava che il loro primo impiego doveva avvenire in massa e soprattutto nella sorpresa più totale, allo scopo di amplificarne gli effetti sulle truppe tedesche. Questi intendimenti furono tali che, alla fine del 1942, il War Office ebbe assicurazione che l'Esercito statunitense non avrebbe fatto uso autonomo dei veicoli. Simili draconiane precauzioni si rivelarono controproducenti. I mezzi erano pressoché sconosciuti alla truppa e, addirittura, quasi nessuno degli ufficiali al fronte sapeva della loro esistenza né aveva con essi familiarità; quindi il sistema rimaneva quasi sempre ignorato quando erano pianificate le offensive.
Tra il marzo e l'aprile 1943, presso la baia di Kilbride nella località di Tighnabruaich, fu condotta la vasta esercitazione "Primrose" quale prova generale di uno sbarco in forze in Europa occidentale. Nel corso del fittizio assalto anfibio fu sperimentato sia l'impiego di artiglieria semovente direttamente dagli LCT, sia l'apporto che avrebbe potuto garantire un reparto di CDL. Un rapporto stabilì che, tuttavia, era «troppo incerto farvi affidamento [sui CDL] come equipaggiamento di punta durante un'invasione» e suggeriva anzi di usare i carri-proiettore sul fronte di una sola brigata, due al massimo.

#### British Army

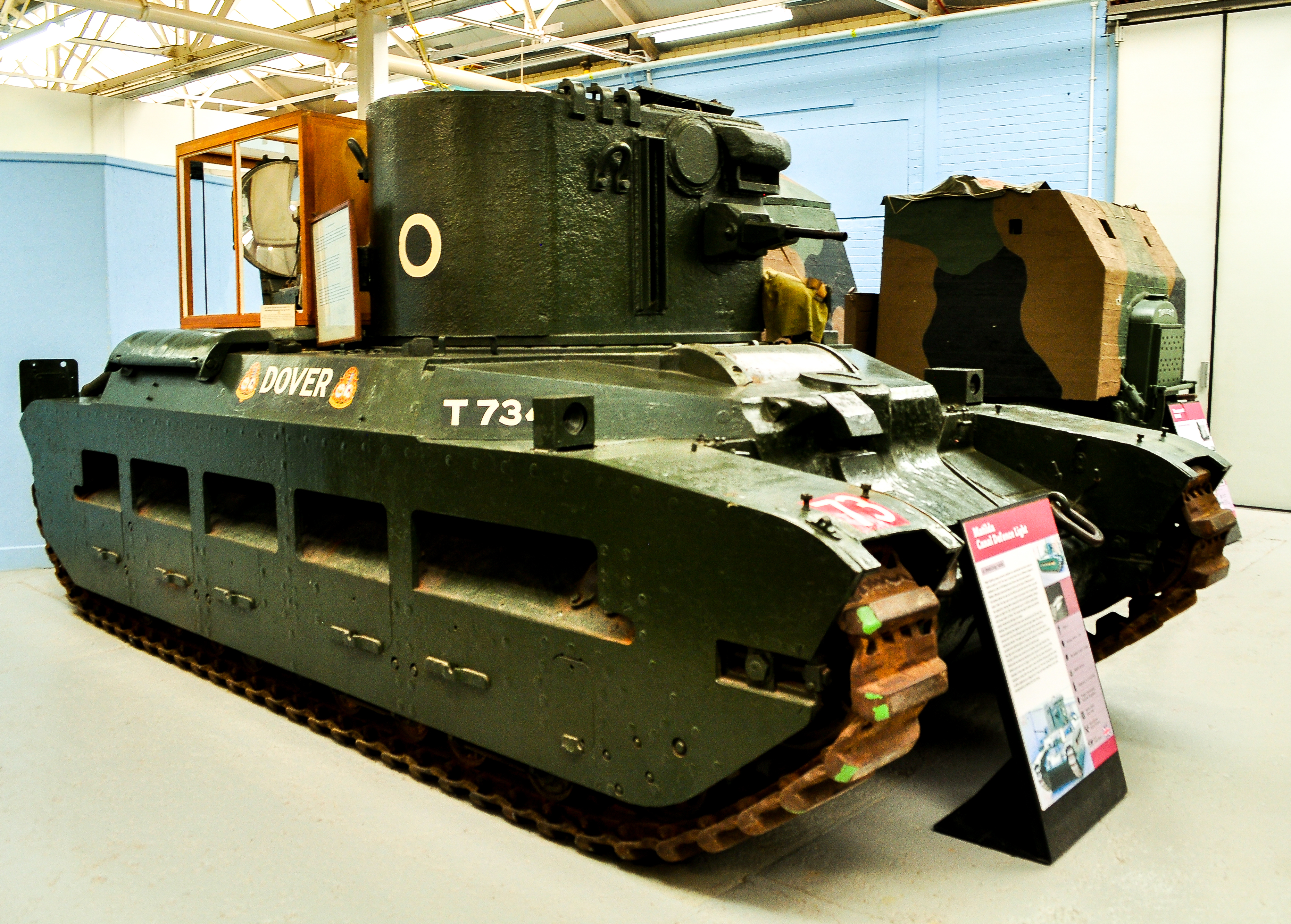
Il Matilda CDL conservato al Bovington Tank Museum: sullo scafo del carro armato britannico fu concepita e poi sviluppata la prima serie dei veicoli CDL

All'inizio del 1941 il Ministry of Supply organizzò presso il castello di Lowther, vicino a Penrith nella contea di Cumbria, una base di addestramento nota come "scuola CDL". In giugno vi giunse l'11th Royal Tank Regiment con cinquanta CDL su Matilda II o Churchill. Nel giugno 1942, completato l'addestramento, fu trasferito via nave nel protettorato d'Egitto con cinquantotto CDL. Il reggimento stabilì un altro sito di esercitazioni e si occupò di addestrare (dicembre 1942-gennaio 1943) il 42nd Royal Tank Regiment nell'uso dei particolari corazzati. I due reparti furono unificati nella 1st Tank Brigade affidata al brigadier generale T. R. Price, ma non presero parte all'ultima fase della campagna del Nordafrica. Nel frattempo la scuola CDL a Lowther aveva formato alla nuova specialità il 49th Royal Tank Regiment e anche il 152th Regiment e il 155th Regiment, dipendenti dal Royal Armoured Corps; nel 1943 pure queste unità furono assegnate a una brigata di nuova costituzione, la 35th del brigadier generale H. T. de B. Lipscomb che, progressivamente, abbandonò i Matilda e Churchill per i CDL Lee e che si addestrò nelle località più remote del Cumberland, del Northumberland e del Galles meridionale: la scuola CDL riuscì a mantenere il totale segreto anche in patria circa il nuovo veicolo. Le esercitazioni dimostrarono che i carri-proiettore avrebbero potuto rivelarsi assai utili per sfruttare anche nelle ore notturne una rotta dell'avversario, contribuendo inoltre alla battaglia con la propria dotazione offensiva.
Entro l'agosto 1944 la 1st e la 35th Tank Brigade erano state completamente equipaggiate con gli M3 Lee CDL e i rispettivi quartier generali erano stati situati nell'impervia regione del Lake District. Nel frattempo era avvenuto lo sbarco in Normandia, ma soltanto nelle ultime fasi della campagna nell'entroterra lo SHAEF si decise a inviare in Francia la 1st Brigade che, per l'occasione, era stata riorganizzata sull'11th, 42th e 49th Tank Regiment: tuttavia non fu quasi mai impiegata per il peculiare ruolo assegnatole. Oltre alle stringenti misure di sicurezza, fu la carenza di carri armati convenzionali nel teatro di guerra europeo a costringere la riconversione dei reggimenti CDL in normali unità corazzate; anche il personale fu via via redistribuito. Soltanto uno squadrone CDL al comando di un certo maggiore P. Gardner, assegnato alla 79th Armoured Division, fu capace di entrare in linea e combattere secondo le modalità originali previste: fornì infatti illuminazione durante gli attraversamenti del Reno (marzo 1945) e dell'Elba (aprile 1945), facilitando la difesa notturna contro mine galleggianti e sabotatori tedeschi, che puntavano a disarticolare i numerosi ponti gettati dal 21st Army Group. Lo squadrone aiutò nella cattura di almeno tre uomini-rana.
Alcuni CDL furono mandati in India nel 1945, ma non si sa con certezza se furono mai schierati o utilizzati.

#### United States Army

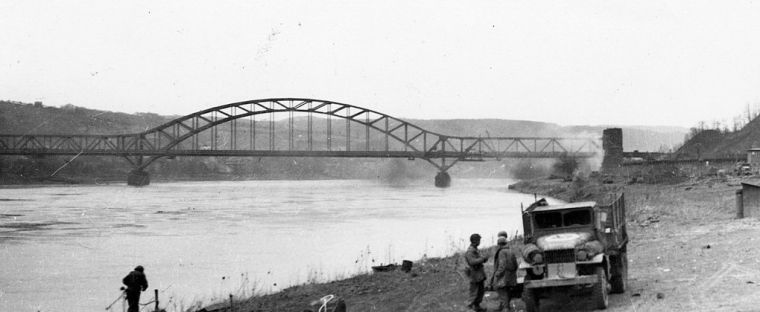
L'esordio operativo dei CDL statunitensi avvenne al ponte Ludendorff, a Remagen

L'addestramento della specialità CDL ebbe inizio nell'Esercito statunitense al principio del 1943. Seguendo il documento T/O & E 17-458, cioè un ordine di battaglia standard appositamente pensato, furono costituiti i battaglioni carri 701, 736, 738, 739, 740 e 748, la cui preparazione fu demandata al 9th e il 10th Armoured Group (anch'essi di recente attivazione); queste due unità gestivano inoltre un battaglione di fanteria meccanizzata, due compagnie armamenti e una stazione medica, allo scopo di amalgamare armonicamente i diversi reparti. Le esercitazioni si svolsero a Fort Knox nel Kentucky e presso il Desert Training Center, esteso tra la California meridionale e l'Arizona occidentale: furono caratterizzate dalla medesima cortina di segretezza che aveva contraddistinto quelle britanniche. L'addestramento si concluse tra il dicembre 1943 e l'aprile 1944, dopodiché i battaglioni furono assegnati ufficialmente ai due gruppi corazzati e trasportati in Gran Bretagna. Giunti sull'isola, i battaglioni continuarono l'addestramento sulle Preseli Hills nel Galles occidentale. I mezzi furono infine distribuiti tra la 1ª, 3ª e 9ª Armata, sempre con la massima discrezione. Anche questi sei battaglioni, però, furono sempre tenuti lontani dai combattimenti, nell'attesa di un'occasione propizia per adoperarli in massa. All'inizio dell'autunno anche le armate statunitensi in Europa lamentarono una carenza di blindati adibiti al supporto delle fanterie; numerosi rapporti facevano notare che ciascuna divisione di fanteria avrebbe dovuto avere almeno un battaglione corazzato alle sue permanenti dipendenze. Il 23 ottobre 1944 il Dipartimento della Guerra autorizzò la riconversione del 701st, 736th, 740th e 748th Tank Battalion in normali unità corazzate (processo ritardato dalle enormi necessità di M4 Sherman): questa decisione troncò l'iniziativa del colonnello Walter Burnside, comandante del 10º Gruppo corazzato, che era riuscito a convincere il generale Courtney Hodges a capo della 1ª Armata e il maggior generale Charles Corlett (alla testa del sottoposto XIX Corpo d'armata) dell'opportunità di adoperare i CDL nella loro zona d'operazioni, cioè il Belgio e i Paesi Bassi meridionali. Il suo piano d'attacco, così come l'intenzione di tenere una dimostrazione dinanzi agli alti ufficiali del 12th Army Group, furono messi da parte in novembre. Il 738th e il 739th Battalion, infine, furono scelti per essere trasformati in unità di carri sminatori e assegnati, rispettivamente, alla 1ª Armata e alla 9ª Armata dal 24 novembre 1944.
Il 7 marzo 1945 punte avanzate della 9th Armored Division giunsero al ponte Ludendorff presso Remagen, uno dei pochi ancora intatti sul Reno, e riuscirono a occuparlo nonostante la magra guarnigione tedesca avesse cercato di farlo saltare in aria. Allo scopo di proteggere la preziosa via d'entrata nel cuore della Germania nazista, gli Alleati dispiegarono in un solo giorno 8 000 uomini nella testa di ponte, saliti a 25 000 in una settimana e coadiuvati da un fitto schieramento di pezzi contraerei. Per l'occasione furono riattivati e inviati in tutta fretta diversi CDL, per illuminare gli approcci al ponte e sventare i tentativi tedeschi di distruggerlo: i carri arrivarono il 9 marzo (quattro della Compagnia C del 738th Battalion), il 21 marzo (sei della Compagnia A) e il 23 marzo (la Compagnia B), operando spesso sotto il fuoco d'artiglieria proveniente dall'altra sponda, saltuariamente affiancato da attacchi aerei. Poiché erano mezzi corazzati, i CDL si rivelarono adeguati e migliori dei normali proiettori, di cui peraltro vi era carenza; inoltre erano dotati di un pezzo da 75 mm, che fu adoperato contro qualsiasi oggetto galleggiante sospetto. I tedeschi, infatti, cercarono in ogni modo e con svariate armi di eliminare il traballante ponte e i pontoni costruiti dai genieri, incluso l'invio di sommozzatori dotati di respiratori subacquei per installare delle mine sui piloni. Questo particolare attacco avvenne in due fasi nella notte tra il 16 e il 17 marzo, ma fallì del tutto. Nella prima occasione i sette sabotatori furono respinti dal fuoco d'artiglieria; il secondo attacco, rivolto ai ponti provvisori, incappò nei CDL che, con i loro potenti fari, accecarono e disorientarono i tedeschi, infine catturati dalle preponderanti forze statunitensi. Il pomeriggio successivo il ponte Ludendorff crollò nel fiume, ma ormai gli Alleati avevano messo saldamente piede oltre il Reno e l'avanzata poté proseguire grazie ai numerosi ponti di barche allestiti dal genio militare. I CDL schierati a Remagen e dintorni rimasero nella zona sino al 18 aprile, quando l'intero 738th Battalion seguì il resto della 1ª Armata statunitense nella rapida avanzata in Germania.
La 3ª Armata impiegò attivamente ventotto CDL tratti dal 748th Battalion, già in corso di transizione a normale unità corazzata. I carri-proiettore fornirono illuminazione tra l'inizio del marzo 1945 e il 9 aprile nei punti d'attraversamento di Sankt Goarshausen, Bad Salzig e Magonza. Anche la 9ª Armata sperimentò i mezzi sul campo; nel dettaglio si trattava della Compagnia B del 739th Battalion, che fu oggetto di diversi cannoneggiamenti e finì spesso sotto il fuoco di armi leggere, senza tuttavia lamentare danni ai CDL. Dopo il 1º aprile la compagnia mosse verso est e fu assegnata a compiti di supporto per il genio militare. Tra marzo e aprile il controllo dei passaggi sul fiume Reno e la loro illuminazione passarono alla 15ª Armata che affidò il compito al XXII e al XXIII Corpo d'armata, i quali non avevano immediatamente disponibili reparti CDL. In fretta si dovette distaccare del personale dall'artiglieria e sottoporlo a un rapido addestramento da parte di carristi tratti dal 738th Battalion; quindi un certo numero di CDL fu assegnato a posizioni fisse per fornire adeguata luce agli approcci dei diversi ponti. Tale formula d'impiego si dimostrò poco felice ed entro il 1º giugno 1945 i veicoli erano stati rimpiazzati da proiettori tedeschi catturati. Nel complesso i molteplici passaggi del Reno coinvolsero sessantaquattro CDL, compreso lo squadrone britannico del maggiore Gardner.
Alla fine della primavera 1945 la 10ª Armata, impegnata nella battaglia di Okinawa contro l'Impero giapponese, avanzò richiesta per un gruppo di Grant CDL, ma i combattimenti terminarono prima di poter dar seguito alla cosa. Cinque anni più tardi, durante la guerra di Corea, insistenti domande per proiettori campali risvegliarono un certo interesse nei confronti del concetto di CDL, in specie per il prototipo su scafo M4 Sherman, denominato T52 e il cui sviluppo era avvenuto all'inizio del 1944. Il piano, però, fu in ultimo messo da parte quando fu appurato che quattro battaglioni avrebbero potuto essere dotati di proiettori normali al costo di un singolo CDL su base cingolata.

## Caratteristiche tecniche

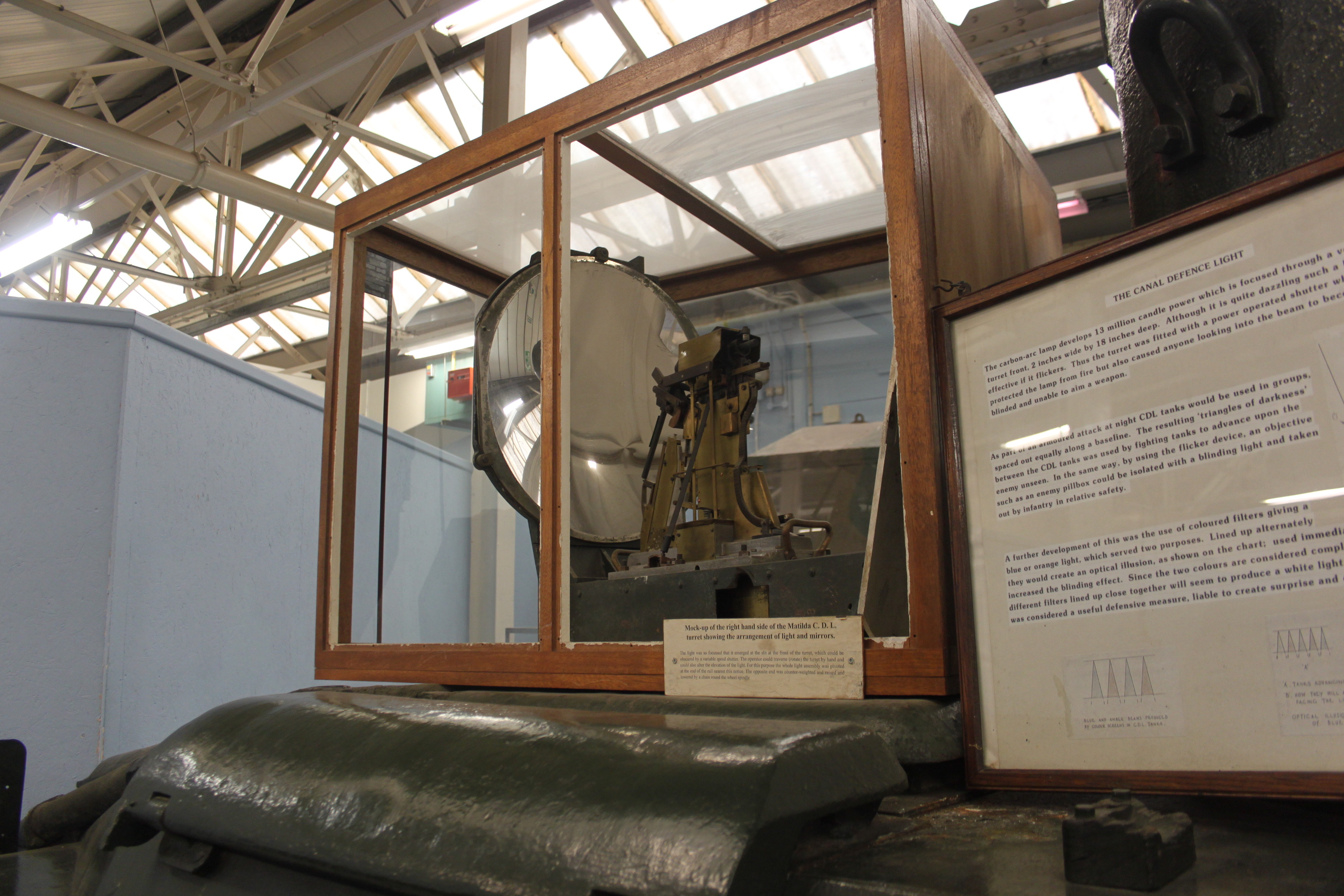
Particolare della lampada ad arco usata nel CDL

La prima versione di Canal Defence Light era stata basata sul Matilda Mk IIA, che si differenziava dal modello base per avere una mitragliatrice coassiale BSA Besa da 7,92 mm al posto dell'originale Vickers da 7,7 mm. Lungo 5,61 metri, largo 2,59 e alto 2,52 metri, il carro era dotato di spesse corazzature: 78 mm sul fronte dello scafo, 65 mm sui fianchi, 55 mm sul retro, il che si traduceva in un peso in ordine di combattimento pari a 27 tonnellate. Era mosso da una coppia di motori AEC a sei cilindri, alimentati a gasolio ed eroganti in totale 174 hp, che lo spingevano alla velocità massima su strada di 24 km/h (13 km/h fuoristrada); il treno di rotolamento era composto per lato da dieci ruote accoppiate da cinque carrelli articolati, ciascuno con una propria molla elicoidale, più un'undicesima ruota con ammortizzatore indipendente. L'equipaggio era di quattro uomini e l'armamento convenzionale era rappresentato da un Ordnance QF 2 lb (40 mm L/52), ospitato nella torretta protetta su tutti i lati da 75 mm d'acciaio. La base semovente più diffusa per i CDL fu però l'M3 Lee/Grant, sia nel modello iniziale sia nella versione A1, differenti solo per metodo di produzione. Il carro era lungo 5,64 metri, largo 2,72 e alto 3,12 metri per un peso complessivo di 28 tonnellate. La corazzatura era spessa 51 mm sul fronte dello scafo, 38 mm per lati e retro; la torretta era protetta su tutti i lati da corazzature da 51 mm e ospitava un cannone M5 o M6 da 37 mm più una mitragliatrice coassiale Browning M1919 da 7,62 mm. In una postazione a casamatta nella destra dello scafo era invece piazzato l'armamento principale, un cannone M2 o M3 da 75 mm. A trazione anteriore, il mezzo poggiava su un treno di rotolamento composto da sei ruote, suddivise in tre coppie ammortizzate dalle ben collaudate sospensioni a molloni verticali. Era spinto da un Continental Wright R-975 a nove cilindri, alimentato a benzina, erogante 400 hp e poteva raggiungere la velocità massima di 39 km/h su strada (34 km/h di crociera). L'autonomia si attestava sui 190 chilometri.
Sia i Matilda, sia i Grant rinunciarono alle rispettive torrette di progetto per montare la torretta-proiettore: presentavano a destra il vano per il proiettore e a sinistra la postazione dell'operatore, che disponeva anche di una mitragliatrice Besa. Le installazioni statunitensi erano armate di una Browning M1919 al posto della Besa ed erano dotate di un fittizio pezzo da 37 mm. Entrambe erano capaci di ruotare per 360° e godevano di un limitato alzo compreso tra -10° a + 10°. La lampada inserita nel comparto era ad arco al carbonio (intensità luminosa pari a 13 milioni di candele) ed era affiancata, nella porzione superiore destra, da un riflettore ellittico a parabola che provvedeva a indirizzare il fascio di luce su un foglio di alluminio assicurato alla parete interna posteriore: la luce "rimbalzava" e fuoriusciva all'esterno attraverso una sottile feritoia verticale (50 mm × 610 mm), pensata per ridurre al minimo il rischio che proiettili o schegge potessero danneggiare i delicati strumenti ottici. Il fascio di luce così generato, a una distanza di 1 000 iarde (circa 920 metri), divergeva per 19° in orizzontale e per 1,9° in verticale, creando un'area di luce di 31 × 311 metri. L'operatore poteva all'occorrenza attivare una sorta di otturatore, capace di chiudersi anche sino due volte al secondo, per amplificare gli effetti dell'accecamento sulle truppe avversarie rendendo loro difficile abituarsi ai cambi bruschi di luminosità od oscurità. Le lampade adoperate erano di colore bianco ma, in torretta, erano caricabili anche filtri di colore blu o ambra. Nel corso delle esercitazioni fu notato che i CDL con luce blu apparivano più distanti di quanto realmente fossero, mentre la combinazione di un fascio blu con un secondo color ambra dava, come risultato, una brillante luminosità che delineava il bersaglio.

## Esemplari superstiti
Attualmente esistono solo due esemplari del veicolo:
- Matilda CDL – collezione dei Royal Armoured Corps al Bovington Tank Museum presso Bovington Camp, nel Dorset (Gran Bretagna).[1]
- Lee/Grant CDL – Cavalry Tank Museum di Ahmednagar, in India.[22]